# Colonia Moreno
Colonia Moreno är det största samhället på ön Juan A. Ramírez i delstaten Veracruz i Mexiko. Det ligger på öns norra del. Colonia Moreno hade 206 invånare vid folkräkningen år 2020 och tillhör kommunen Ozuluama de Mascareñas. På orten finns det bland annat en förskola.